# Pseudoderopeltis transvaalensis
Pseudoderopeltis transvaalensis är en kackerlacksart som beskrevs av Rehn, J. A. G. 1922. Pseudoderopeltis transvaalensis ingår i släktet Pseudoderopeltis och familjen storkackerlackor. Inga underarter finns listade i Catalogue of Life.